# Zawoje
Zawoje – nieistniejąca wieś w Polsce, położona w województwie podkarpackim, w powiecie krośnieńskim, w gminie Rymanów.
W połowie XIX wieku właścicielkami posiadłości tabularnej Zawoje były Józefa Gorczyńska i Zofia Urbańska. W 1911 właścicielem tabularnym był Józef Mikołaj Potocki, posiadający 76 ha.